# غرين بريغاد

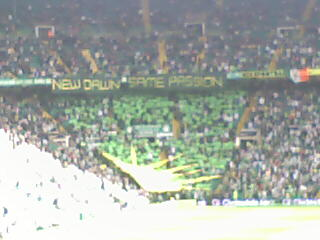
الكتيبة الخضراء

غرين بريغاد (الكتيبة الخضراء) هي مجموعة تتألف من أنصار نادي سلتيك. تشكلت المجموعة في 2006 ويصفون أنفسهم بأنهم «جبهة واسعة مناهضة للفاشية، والعنصرية والطائفية». كانت تقع في القسم 111 من سلتيك بارك. وحاول النادي حل المجموعة في 2013 بعد عدد من الحوادث.